# Раппапорт, Герберт Морицевич
Ге́рберт Мо́рицевич Раппапо́рт (1908—1983) — советский кинорежиссёр и сценарист. Народный артист РСФСР (15.2.1980)

## Начало кинематографической карьеры
Hодился 7 июля 1908 года в Вене, в еврейской семье, родители были выходцами из Львова. Его прадед Мориц Раппопорт был потомственным врачом и писателем, а отец, Мориц Раппапорт, — доктором философии, психоаналитиком, другом Отто Вейнингера. В 1927 году по настоянию родителей Герберт поступил на юридический факультет Венского университета, но появлялся там лишь во время экзаменов. Главным его увлечением был кинематограф. В конце концов Раппапорт оставил университет и в 1928 году переехал в Берлин. Там, на студии Неро-фильм, он познакомился с выдающимся немецким режиссёром (тоже австрийцем) Георгом Вильгельмом Пабстом и стал его ассистентом. Первой работой с Пабстом стал фильм «Ящик Пандоры». В дальнейшем Раппапорт работал над музыкальным оформлением, а также участвовал в создании сценариев.
После прихода нацистов к власти Пабст работал во Франции и США, вместе с ним — Герберт Раппапорт. В общей сложности он участвовал в создании десяти картин Пабста, снятых в Германии, Австрии, Франции и США.

## Приезд в СССР
В 1935 году Голливуд посетил тогдашний руководитель советской кинематографии Борис Шумяцкий. Встретившись с Раппапортом на студии Парамаунт, Шумяцкий предложил ему переехать в СССР. В этот период пути двух австрийцев разошлись: Пабста не устраивали коммунистические взгляды Раппапорта, которые тот не скрывал. Молодому режиссёру было сделано много интересных приглашений (даже из Индии), но он принял предложение Шумяцкого, поскольку в то время только в СССР он мог снять задуманную им антифашистскую картину.
В 1936 году Герберт Раппапорт прибыл в Ленинград и сразу же приступил к съёмкам фильма «Профессор Мамлок» на студии «Ленфильм».

## «Профессор Мамлок»
Сорежиссёром Раппапорта на съёмках «Мамлока» (а также переводчиком) стал организатор кинопроизводства Адольф Минкин. Картина снималась по пьесе Фридриха Вольфа. В ней были заняты такие известные актёры, как Семён Межинский, Олег Жаков, Василий Меркурьев, Нина Шатерникова, Юрий Толубеев и Павел Суханов. По ходу съёмок сценарий претепевал определённые изменения, главным образом, идеологического характера. Например, по замыслу авторов, профессор Мамлок, не желая жить в атмосфере фашистского государства, совершает самоубийство. В окончательном варианте оно было заменено на гибель от руки нацистов. «Профессор Мамлок» вышел на экраны в конце 1938 года, но прокат его был кратковременным. После подписания пакта Молотова — Риббентропа все антифашистские ленты, чтобы не провоцировать Гитлера, были изъяты из советского проката, в том числе и все триста копий «Мамлока». Вышел в прокат после войны.

## Дальнейшая работа на «Ленфильме»

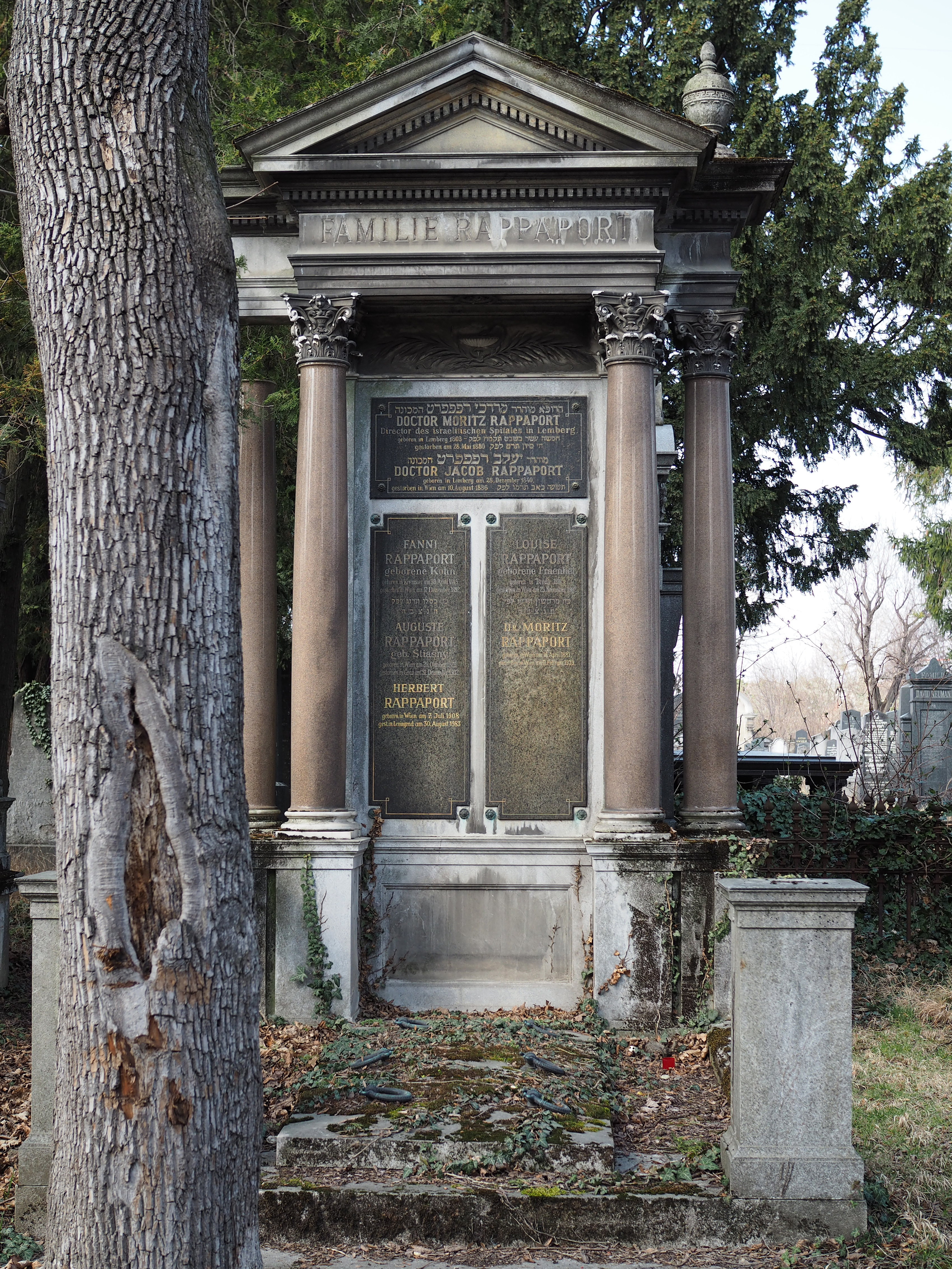
Герберт Раппапорт похоронен в семейном склепе в Вене

Такая же судьба постигла и следующий фильм Раппапорта (также с Минкиным) — «Гость» с Петром Аржановым, Иваном Кузнецовым и Валентиной Телегиной в главных ролях. Остросюжетная картина рассказывала о том, как где-то на Крайнем Севере японский шпион пытается попасть на секретный военный объект. После подписания в 1939 году советско-японского соглашения о прекращении военных действий в Монголии все фильмы на данную тему также были изъяты из проката. Адольф Минкин перешёл в документальное кино, а Герберт Раппапорт продолжил работу как самостоятельно, так и с другими режиссёрами. В последние годы жизни он снял несколько остросюжетных лент, в том числе и один из самых популярных советских кинодетективов, «Два билета на дневной сеанс», в котором снялась известная актриса Людмила Чурсина, а Александр Збруев исполнил одну из своих самых известных киноролей.
Умер в Ленинграде в 1983 году (как указано на могиле, 30 августа; по другим источникам, 5 сентября). Согласно завещанию, похоронен в семейном склепе на Центральном кладбище Вены.

## Признания и награды
- заслуженный деятель искусств ЭССР (1947)
- Сталинская премия второй степени (1948) — за фильм «Жизнь в цитадели»[3]
- Сталинская премия второй степени (1951) — за фильм «Александр Попов» (1949)
- Сталинская премия третьей степени(1952) — за фильм «Свет в Коорди»
- народный артист РСФСР (15.2.1980)

## Фильмография

### Режиссёрские работы
1. 1938 — «Профессор Мамлок» (совместно с А. И. Минкиным)
2. 1939 — «Гость» (совместно с Адольфом Минкиным (фильм на экраны не выпущен)
3. 1940 — «Музыкальная история» (совместно с А. В. Ивановским)
4. 1941 — «Киноконцерт 1941 года» (фильм-концерт, среднеметражный)
5. 1941 — «Сто за одного» (в Боевом к/сб № 2; короткометражный)
6. 1942 — «Ванька» (в Боевом к/сб № 12; среднеметражный)
7. 1943 — «Воздушный извозчик»
8. 1947 — «Жизнь в цитадели»
9. 1949 — «Александр Попов» (совместно с В. В. Эйсымонтом)
10. 1951 — «Свет в Коорди»
11. 1952 — «Концерт мастеров искусств» (фильм-концерт) (совместно с Александром Ивановским)
12. 1953 — «Мастера русского балета» (фильм-балет)
13. 1953 — «Сон болельщика» (короткометражный)
14. 1955 — «Счастье Андруса»
15. 1957 — «Поддубенские частушки» (фильм-спектакль)
16. 1960 — «В дождь и в солнце»
17. 1961 — «Как верёвочка ни вьётся…» (короткометражный) (совместно с Л. Ф. Быковым)
18. 1962 — «Черёмушки»
19. 1966 — «Два билета на дневной сеанс»
20. 1971 — «Чёрные сухари» (совместно ГДР)
21. 1972 — «Круг»
22. 1974 — «Сержант милиции» (телевизионный)
23. 1976 — «Меня это не касается…»

### Сценарные работы
1. 1938 — «Профессор Мамлок», автор сценария (совместно с Фридрихом Вольфом и Адольфом Минкиным)
2. 1941 — «Киноконцерт 1941 года», (фильм-концерт, среднеметражный) автор сценария
3. 1972 — «Круг», участие в сценарии
4. 1976 — «Меня это не касается…», участие в сценарии

## Семья
Был женат на художнице по костюмам Лидии Шильдкнехт. Сын Александр родился в октябре 1941 года после эвакуации семьи из Ленинграда в Вологду.